# Исчезновение Ил-12 на Кавказе
Исчезновение Ил-12 на Кавказе — авиационное происшествие, случившееся с пассажирским самолётом Ил-12 Узбекского управления гражданского воздушного флота (Аэрофлот) во вторник 12 октября 1948 года в районе Главного Кавказского хребта.

## Самолёт
Ил-12 с регистрационным номером СССР-Л1450 (заводской — 8302517, серийный — 25-17) был выпущен заводом «Знамя Труда» (Москва) 26 августа 1948 года. Авиалайнер передали Главному управлению гражданского воздушного флота, которое направило его во 2-й транспортный авиаотряд Узбекского территориального управления гражданского воздушного флота. Самолёт Л1450 имел наработку 274 часа.

## Экипаж
- Командир воздушного судна — Кондратьев Илларион Ефимович
- Второй пилот — Артемьев Владимир Николаевич
- Бортмеханик — Мащенко Виктор Венедиктович
- Бортмеханик-инструктор — Стрижков Захар Ильич
- Бортрадист — Муштаков Георгий Иванович
- Бортпроводница — Тернова Эделина Николаевна

## Происшествие
11 октября борт Л1450 выполнял пассажирский рейс из Ташкента в Сочи, а в 11:15 приземлился в Баку для промежуточной остановки. Далее самолёт должен был лететь в Минеральные Воды, но на маршруте погодные условия были хуже установленного метеоминимума, поэтому вылет из Баку задержали, а экипаж остался на ночёвку. На следующий день было решено, что лайнер полетит в Сочи не через Минводы, а через Евлах и Тбилиси, то есть с южной стороны хребта. У центральной диспетчерской службы главного управления гражданского воздушного флота даже не стали спрашивать разрешение на это. Сам Бакинский аэропорт был закрыт из-за штормовых ветров, достигающих скорости 24—28 м/с, но начальник аэропорта, совершенно не интересуясь погодными условиями на маршруте, разрешил выпустить данный самолёт. Между тем, на маршруте ожидалась сплошная облачность с нижней границей 400 метров и верхней около 3000 метров, дождь, в облаках обледенение, видимость 4—10 километров. Полёт по плану должен был проходить на эшелоне (высоте) 3000 метров. Инструктажа с экипажем не проводили и за его подготовкой не наблюдали. В 10:40 с 4 пассажирами и 6 членами экипажа на борту Ил-12 вылетел из Баку.
Начиная с 11:22 и до 11:45 радист борта Л1450 начал передавать, что никак не может настроить связь с пеленгатором Тбилисского аэропорта, а также настроиться на приводную радиостанцию. Наконец в 11:45 диспетчер из районной диспетчерской службы сообщил, что приводная радиостанция работает, а пеленгатор самолёта не видит. Как впоследствии было установлено в ходе расследования, приводная радиостанция на самом деле была включена в 11:55, а затем начала подавать позывные с совсем другим чередованием букв. В 12:13 с самолёта доложили: Пеленгатор не отвечает, привод не работает, вызываем на 136, командир корабля принял решение вернуться обратно. В ответ диспетчер спросил: Вас понял, сообщите местонахождение. Когда с самолёта доложили, что они близ Евлаха следуют на высоте 3000 метров, диспетчер ответил: Вас понял, слежу за Вами. Стоит отметить, что бортрадист не мог вызвать пеленгатор из-за того, что работал на другой частоте. Диспетчер районной службы мог бы бортрадисту подсказать об этом, но не стал. Также диспетчер не сообщил в Баку, что борт Л1450 возвращается.
С 12:10 и до 12:18 бортрадист начал требовать, чтобы включили приводную радиостанцию в Евлахе. Приводную радиостанцию включили, однако её автоматический передатчик, который должен подавать позывные каждые 30 секунд, оказался неисправен. В результате пришлось позывные подавать вручную и уже с интервалом четыре — шесть минут. Затем в 13:00 приводную радиостанцию всё же выключили. Что до борта Л1450, то больше он на связь не выходил и ни в один из аэропортов не прибыл. Были начаты поиски пропавшего Ил-12, но они закончились безрезультатно. Борт Л1450 исчез где-то среди гор Главного хребта и был объявлен пропавшим без вести.

## Причины

### Расследование
Хотя авиалайнер пропал, а его обломки так и не удалось обнаружить, всё же имеющихся улик было достаточно, чтобы сложить примерную картину событий. Дело в том, что следуя на эшелоне 3000 метров у верхней кромки облаков, авиалайнер мог хоть и периодически, но попадать в них, притом, что в облаках, согласно прогнозу погоды, могло наблюдаться обледенение. Кроме того, летя фактически вслепую, командир мог направляться к Тбилиси не по установленному маршруту, который имеет, однако, большое число изломов, а сразу напрямик. Но у этого пути был минус в том, что он пролегал над южными склонами Главного Кавказского хребта и в 70—80 километрах в стороне от Евлаха. Также ветер южных направлений в этих условиях начал бы сносить авиалайнер в сторону хребта. Так как радиообеспечение полёта работало из рук вон плохо, экипаж фактически заблудился, а затем, исходя из времени от момента принятия решения вернуться в Баку, начал пробивать облачность, как он думал близ Баку, а фактически гораздо севернее над горным районом, где, летя в облаках, мог врезаться в скрытую таким образом гору.
Помимо данной версии могут быть и другие варианты события, например, на борту могли отказать какие-либо радиосредства, в том числе и радиокомпас.

### Заключение
По результатам расследования комиссия пришла к заключению, что к катастрофе привели следующие факторы:
1. Не было как такового контроля в Баку за подготовкой экипажа к полёту.
2. Районные диспетчерские службы в Тбилиси и Баку вообще не руководили полётом.
3. Радиообеспечение полёта было организовано на неудовлетворительном уровне.